# Straßburg (Austria)
Straßburg – miasto w Austrii, w kraju związkowym Karyntia, w powiecie Sankt Veit an der Glan. Liczy 2138 mieszkańców (1 stycznia 2015).

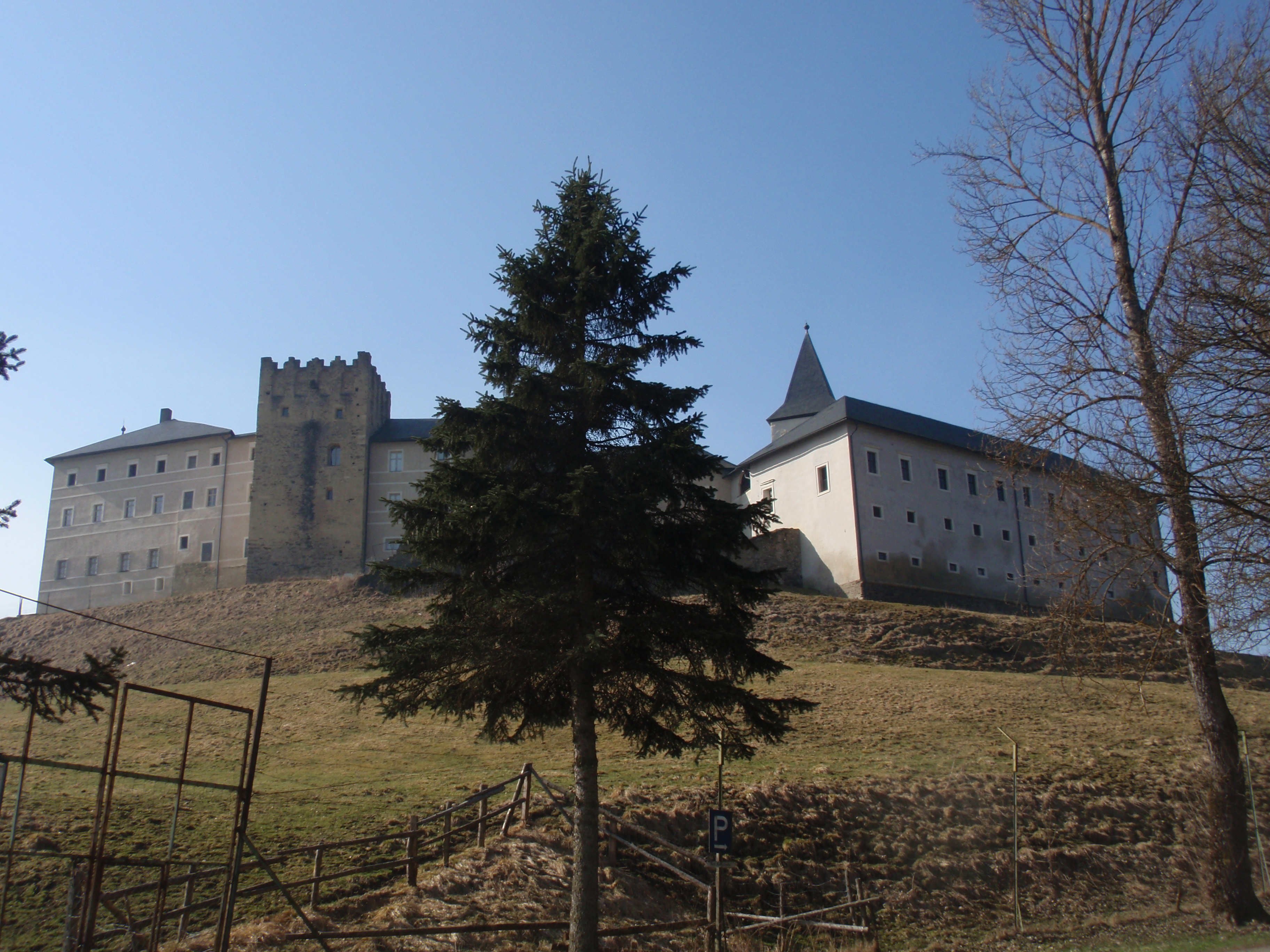
Ruiny zamku w Straßburgu

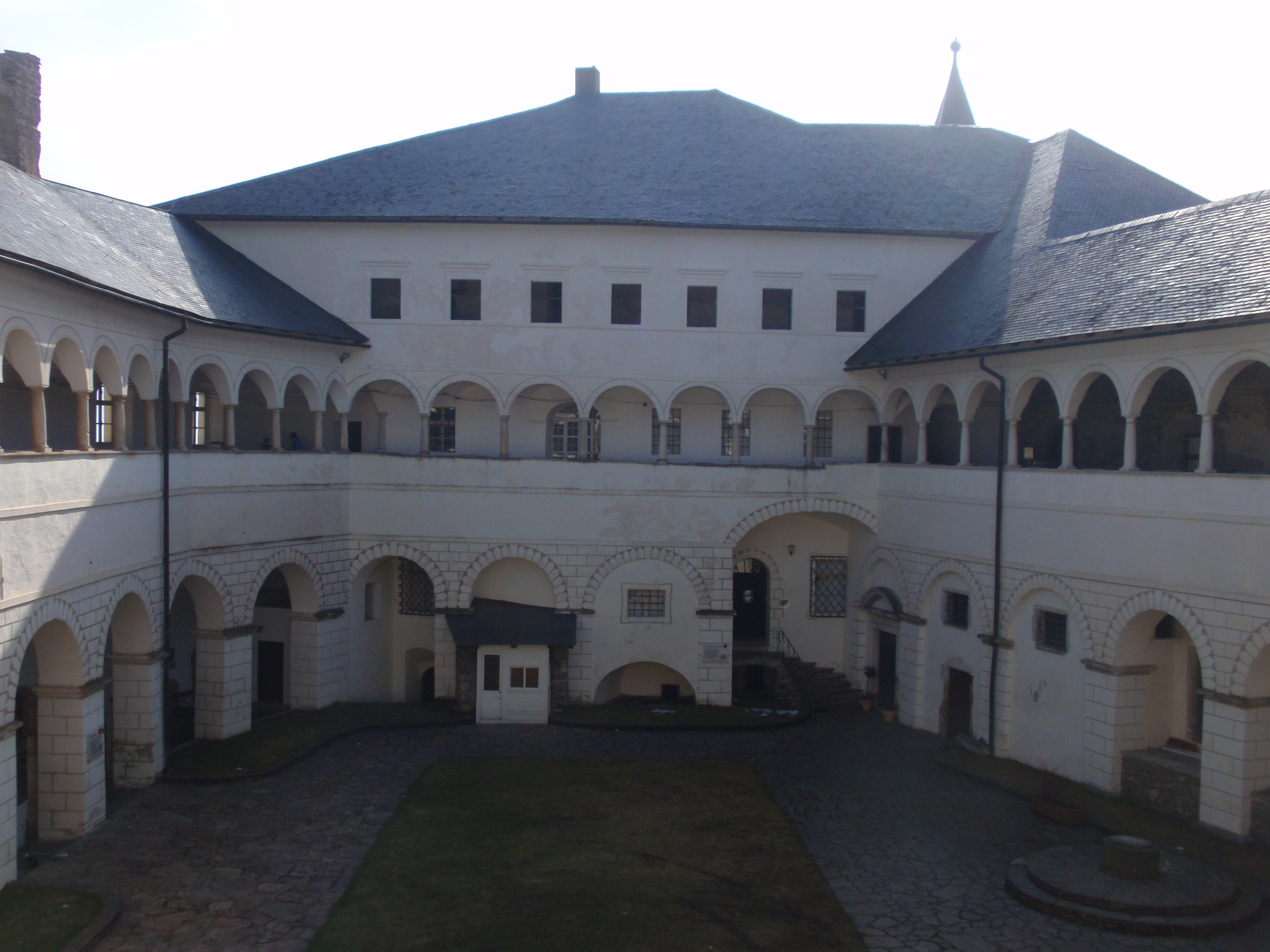
Dziedziniec zamku w Straßburgu

## Położenie
Miasto położone jest w północnej Karyntii, w dolinie rzeki Gurk, w Alpach Gurktalskich.

## Historia
Pierwsza wzmianka dotycząca Straßburga pochodzi z 864 roku, kiedy Ludwik II Niemiecki podarował tę majętność ziemską w posiadanie Arcybiskupowi Salzburga. W roku 1147 z polecenia czwartego biskupa Gurk, Romana I, wzniesiono tutaj zamek, który znacznie rozbudowano w XV wieku. Aż do końca XVIII wieku był siedzibą biskupów Gurk. Będąc siedzibą biskupów Gurk, Straßburg stał się ważnym ośrodkiem w dolinie rzeki Gurk i w roku 1229 otrzymał miano gminy targowej (Markt). Z roku 1382 pochodzi dokument, w którym Straßburg określony jest mianem miasto (Stadt). Nabycie praw miejskich zostało potwierdzone w 1402 roku przez księcia-biskupa Konrada von Hebenstreita.
Po trzęsieniu ziemi w roku 1767, w którym miasto Straßburg znacznie ucierpiało, rezydencja biskupów została przeniesiona najpierw do zamku Pöckstein, a ostatecznie w roku 1787 do Klagenfurt am Wörthersee. Administracja dobrami majątkowymi biskupów pozostała w Straßburgu aż do roku 1858. Po przeniesieniu siedziby biskupów salzburskich, miasto Straßburg utraciło swe dotychczasowe znaczenie.

## Atrakcje turystyczne
- ruiny zamku Straßburg, dawna rezydencja biskupów Gurk
- zamek Pöckstein
- Kościół parafialny pw. św. Mikołaja (St. Nioklaus)
- Kościół parafialny pw. św. Małgorzaty (St. Margaretha): budowla romańska z 1200 r., wieża i chór z XIV wieku

## Współpraca
- Strasburg (Uckermark), Niemcy
- Treppo Grande, Włochy